# مايكل (فلم)
مايكل (بالإنجليزية: Michael) هو فيلم درامي موسيقي أمريكي قادم ، مبني على حياة المغني وكاتب الأغاني والراقص الأمريكي مايكل جاكسون. الفيلم من إخراج أنطوان فوكوا وتأليف جون لوجان، ويقوم ببطولته جعفر جاكسون، ابن شقيق جاكسون، في أول ظهور سينمائي له بدور مايكل جاكسون. ويضم طاقم العمل أيضًا كولمان دومينجو، ونيا لونج، ومايلز تيلر، ولورا هاريير، وكات جراهام، ولارينز تيت، وديريك لوك.
من المقرر إصدار فيلم "مايكل" في الولايات المتحدة في عام 2026 بواسطة ليونزغايت، وشركة يونيفرسال بيكتشرز دوليًا.

## تمهيد
يتتبع الفيلم حياة مايكل جاكسون ومسيرته المهنية منذ أن كان طفلاً مع فرقة جاكسون 5 في الستينيات والسبعينيات وحتى أسابيعه الأخيرة قبل وفاته في عام 2009. 

## طاقم الممثلين
- جعفر جاكسون بدور مايكل جاكسون
  - جوليانو كرو فالدي بدور مايكل الصغير
- كولمان دومينغو بدور جو جاكسون، والد مايكل
- نيا لونغ بدور كاثرين جاكسون، والدة مايكل
- مايلز تيلر بدور جون برانكا، محامي ترفيه ومدير أعمال
- لورا هارير بدور سوزان دي باس
- جمال ر. هندرسون بدور جيرمين جاكسون، الأخ الأكبر لمايكل
  - جايدن هارفيل بدور جيرمين الصغير
- تري هورتون بدور مارلون جاكسون، الأخ الأكبر لمايكل
  - جايلين ليندون هانتر بدور مارلون الصغير
- ريان هيل بدور تيتو جاكسون، الأخ الأكبر لمايكل
  - جودا إدواردز بدور تيتو الصغير
- جوزيف ديفيد جونز بدور جاكي جاكسون، الأخ الأكبر لمايكل

- ناثانيال لوغان ماكنتاير بدور جاكي الصغير
- كات غراهام بدور ديانا روس
- لارينز تيت بدور بيري جوردي
- جيسيكا سولا بدور لا تويا جاكسون، الأخت الكبرى لمايكل
- ليف سيمون بدور غلاديس نايت
- كيفن شينيك بدور ديك كلارك
- كايلي دوريل جونز بدور بيل براي، الحارس الشخصي لمايكل
- كيندريك سامبسون بدور كوينسي جونز
- ديريك لوك بدور جوني كوتشران

## الإصدار
سيتم توزيع فيلم "مايكل" بواسطة ليونزغايت في الولايات المتحدة في 2026،  وشركة يونيفرسال بيكتشرز دوليًا (باستثناء اليابان).  وكان من المقرر مسبقًا إصداره في 18 أبريل و 3 أكتوبر 2025. عُرضت النظرة الأولى للفيلم على أصحاب المسارح في سينماكون في 10 أبريل 2024، وحظي باستقبال إيجابي.